# Hormius similis
Hormius similis är en stekelart som beskrevs av Szepligeti 1896. Hormius similis ingår i släktet Hormius och familjen bracksteklar. Inga underarter finns listade i Catalogue of Life.